# Occupation française de la Thessalie
L'occupation française de la Thessalie a eu lieu en juin 1917, pendant la Première Guerre mondiale, dans le cadre de l'intervention alliée contre la Grèce, pays neutre divisé par le schisme national entre les partisans des Alliés et ceux de la neutralité. Le principal affrontement militaire de l'occupation est connu sous le nom de la « bataille pour le drapeau » (en grec moderne : μάχη της σημαίας).

## Étapes
L'armée française d'Orient occupe consécutivement le 11 juin Elassóna, du 12 au 14 juin Larissa, les 13 et 15 juin Velestíno, Vólos et Tríkala, les 15 et 17 juin Kalambáka et le 26 juin Lamía. Dans le même temps, les Alliés lancent un ultimatum au  roi Constantin Ier de Grèce menaçant de bombarder Athènes. En conséquence, le roi, partisan de la neutralité, abdique.   
Au moins 200 députés royalistes grecs, dirigeants municipaux, avocats et médecins neutralistes sont enfermés dans un camp de prisonniers à Thessalonique, entouré de doubles rangées de treillis métalliques ; le gardiennage était assuré par des troupes auxiliaires coloniales d'origine cambodgienne et sénégalaise.
L'expédition de Salonique peut alors se mettre en place avec l'appui du parti francophile grec et du gouvernement grec pro-Allié dit « de Défense nationale », présidé par Elefthérios Venizélos.

## Photos militaires françaises
- Photos 1
- Photos 2
- Photos 3